# Daredevil: Born Again
Daredevil: Born Again (bra: Demolidor: Renascido; prt: Demolidor: Nascer de Novo) é uma série de televisão estadunidense criada por Dario Scardapane, Christopher Ord e Matthew Corman para o Disney+, baseada no personagem Demolidor, da Marvel Comics. É a décima terceira série de televisão do Universo Cinematográfico Marvel (UCM) produzido pela Marvel Studios, através de seu selo Marvel Television, compartilhando continuidade com os filmes da franquia. Born Again é um revival e continuação de Daredevil (2015–2018), uma série anterior produzida pela produtora anterior da Marvel Television e originalmente lançada na Netflix. Dario Scardapane é o showrunner, com Justin Benson e Aaron Moorhead como diretores principais. 
Charlie Cox reprisa seu papel como Matt Murdock / Demolidor da série de televisão da Netflix e produções anteriores da Marvel Studios, com Vincent D'Onofrio, Margarita Levieva, Deborah Ann Woll, Elden Henson, Wilson Bethel, Zabryna Guevara, Nikki M. James, Genneya Walton, Arty Froushan, Clark Johnson, Michael Gandolfini, Ayelet Zurer e Jon Bernthal também estrelando na primeira temporada.  
Após o cancelamento de Daredevil em 2018, Cox e D'Onofrio reprisaram seus papéis nos projetos da Marvel Studios a partir de 2021. Uma nova série do Demolidor foi revelada em desenvolvimento em março de 2022, com Matt Corman e Chris Ord foram contratados como roteiristas principais em maio. Eles deram à série uma estrutura episódica e um tom mais leve do que a série Netflix. Born Again foi anunciada em julho com uma primeira temporada planejada de 18 episódios. O nome da série faz referência à história em quadrinhos "Born Again", de Frank Miller e David Mazzucchelli, mas a série não adapta diretamente esse enredo. A Marvel Studios decidiu reformular a série no final de setembro e demitiu Corman, Ord e os diretores iniciais, embora Michael Cuesta, Jeffrey Nachmanoff e David Boyd ainda fossem creditados pelos episódios que dirigiram. Scardapane, Benson e Moorhead foram contratados no mês seguinte, e a abordagem mudou para ser serializada e conectada mais diretamente à série da Netflix. A temporada planejada de 18 episódios também foi dividida em duas temporadas de nove episódios. As filmagens ocorreram em Nova York.  
Daredevil: Born Again estreou em 4 de março de 2025 no Disney+ com dois episódios. A primeira temporada teve nove episódios. Faz parte da Fase Cinco do UCM. A segunda temporada está programada para estrear no início de meados de 2026 e também consistirá em nove episódios. Fará parte da Fase Seis do MCU. Um especial de televisão sem título do Justiceiro, estrelado por Bernthal e concebido durante as filmagens da primeira temporada de Born Again, está em desenvolvimento pelo selo Marvel Studios Special Presentations.

## Sinopse
Daredevil: Born Again começa vários anos após os eventos de Daredevil (2015–2018), e um ano depois que o advogado cego, Matt Murdock, interrompeu suas atividades como o vigilante mascarado "Demolidor". Na primeira temporada, Murdock continua sua luta por justiça como advogado, enquanto o ex-chefe do crime, Wilson Fisk, concorre à prefeitura de Nova York, colocando a dupla em rota de colisão.

## Elenco e personagens
- Charlie Cox como Matt Murdock / Demolidor:
Um advogado cego de Hell's Kitchen, Nova York, que leva uma vida dupla como vigilante mascarado.[6] Cox gostou de poder reprisar o papel no filme Spider-Man: No Way Home (2021) e na série She-Hulk: Attorney at Law (2022) antes de retornar para sua série nova, já que ele "se divertiu um pouco" em ver Murdock interagir com personagens que a série da Netflix não conseguiu apresentar, antes de Born Again ser capaz de "definir nosso próprio tom... e explorar e desenvolver todas as possibilidades de sua vida em Nova York".[7] Cox começou a treinar para o papel em outubro de 2022, concentrando-se no treinamento de artes marciais mistas (MMA) na esperança de retratar Murdock como alguém que treinou em vários estilos de luta que ele pode usar dependendo de com quem está lutando, em vez de apenas ser um lutador versátil.[8]
- Vincent D'Onofrio como Wilson Fisk / Rei do Crime:
Um poderoso empresário e senhor do crime,[6] que está concorrendo a prefeito da cidade de Nova York.[9][10] D'Onofrio afirmou que o tom de seu personagem usado em Echo (2024) continuaria em Born Again, que ele acreditava ser a melhor maneira de retratar o personagem.[11] Depois de ganhar 18 kg para o papel em Daredevil, D'Onofrio optou por usar uma roupa com enchimento para Born Again, tendo optado por fazer isso começando com sua aparição em Hawkeye (2021). D'Onofrio achou que o traje havia progredido com a tecnologia moderna para lhe dar uma aparência mais realista e ao mesmo tempo ser mais leve de usar, o que lhe permitiu não ter que ganhar peso.[12] D'Onofrio acrescentou que outras técnicas foram utilizadas para "vender o tamanho", e disse que o tamanho do personagem ao final da primeira temporada seria "mais específico e detalhado" por motivos relacionados à segunda temporada.[13]
- Margarita Levieva como Heather Glenn:
Uma psicóloga e interesse amoroso de Murdock.[14][15] Ela e Murdock têm opiniões diferentes sobre o vigilantismo, o que Cox disse “leva a algumas conversas comoventes” entre o casal.[13] Levieva acreditava que Glenn foi a primeira namorada com quem Murdock estava "verdadeiramente comprometido".[15]
- Deborah Ann Woll como Karen Page:
Ex-repórter, amiga e sócia de Murdock no escritório de advocacia Nelson, Murdock & Page.[16] O showrunner Dario Scardapane disse que Karen era "o coração e a alma desta mitologia" e suas interações com Murdock trazem mais humanidade dele.[13]
- Elden Henson como Franklin "Foggy" Nelson: O melhor amigo e parceiro jurídico de Murdock.[16] Cox descreveu Foggy como "o coração" do Universo Cinematográfico Marvel (MCU).[17]
- Wilson Bethel como Benjamin "Dex" Poindexter/Mercenário:
Um ex-agente psicopata do FBI que é capaz de usar quase qualquer objeto como projétil letal. Anteriormente, ele se disfarçou de Demolidor para Fisk, antes de Fisk quebrar sua coluna.[18][19]
- Zabryna Guevara como Sheila Rivera: Diretora de campanha para prefeito de Fisk.[20]
- Nikki M. James como Kirsten McDuffie: Um ex-promotora pública assistente de Nova York e nova sócia de Murdock no escritório de advocacia Murdock & McDuffie.[17][21]
- Genneya Walton como BB Urich: Uma jovem jornalista ligada a um personagem de Daredevil.[22]
- Arty Froushan como Buck Cashman: O braço direito de Fisk.[20]
- Clark Johnson como Cherry: Um policial aposentado do Departamento de Polícia de Nova York (NYPD) que trabalha como investigador na Murdock & McDuffie.[21] Johnson modelou Cherry a partir do personagem de Roy Scheider no filme The French Connection (1971).[15]
- Michael Gandolfini como Daniel Blake: Protegido de Fisk e membro de sua campanha para prefeito.[13][20]
- Ayelet Zurer como Vanessa Fisk:
Esposa de Wilson que assumiu seu império criminoso após a separação, o que gera tensão entre o casal.[23][21] Zurer interpretou Vanessa em Daredevil, mas Sandrine Holt foi originalmente escalada para o papel em Born Again. Zurer foi trazida de volta após a reformulação criativa da série.[24][25]
- Kamar de los Reyes como Hector Ayala / Tigre Branco: Um vigilante cujos poderes aprimorados vêm de um amuleto místico.[26][27]
- Jon Bernthal como Frank Castle / Justiceiro:
Um vigilante que visa combater o submundo do crime por todos os meios necessários, não importa o quão letais sejam os resultados, após o assassinato brutal de sua família.[28][29][15]
- Mohan Kapur como Yusuf Khan: Um cidadão paquistanês-americano de Jersey City que trabalha como gerente assistente de banco no New York Mutual e é pai da super-heroína Kamala Khan / Ms. Marvel.[30][31]
- Tony Dalton como Jack Duquesne / Espadachim: Um socialite rico que também é um vigilante que empunha uma espada.[32][33]

## Episódios
| Temporada | Temporada | Episódios | Episódios | Originalmente exibido | Originalmente exibido |
| Temporada | Temporada | Episódios | Episódios | Estreia da temporada  | Final da temporada    |
| --------- | --------- | --------- | --------- | --------------------- | --------------------- |
|           | 1         | 9         | 9         | 4 de março de 2025    | 15 de abril de 2025   |
|           | 2         | 8         | 8         | março de 2026         | ASA                   |

### 1ª Temporada
| N.º | Título                   | Dirigido por                   | Escrito por                        | Exibição original   |
| --- | ------------------------ | ------------------------------ | ---------------------------------- | ------------------- |
| 1   | "Heaven's Half Hour"     | Aaron Moorhead & Justin Benson | Dario Scardapane                   | 4 de março de 2025  |
| 2   | "Optics"                 | Michael Cuesta                 | Matt Corman & Chris Ord            | 4 de março de 2025  |
| 3   | "The Hollow of His Hand" | Michael Cuesta                 | Jill Blankenship                   | 11 de março de 2025 |
| 4   | "Sic Semper Systema"     | Jeffrey Nachmanoff             | David Feige e Jesse Wigutow        | 18 de março de 2025 |
| 5   | "With Interest"          | Jeffrey Nachmanoff             | Grainne Godfree                    | 25 de março de 2025 |
| 6   | "Excessive Force"        | David Boyd                     | Thomas Wong                        | 25 de março de 2025 |
| 7   | "Art for Art's Sake"     | David Boyd                     | Jill Blankenship                   | 1 de abril de 2025  |
| 8   | "Isle of Joy"            | Justin Benson & Aaron Moorhead | Jesse Wigutow e Dario Scardapane   | 8 de abril de 2025  |
| 9   | "Straight to Hell"       | Justin Benson & Aaron Moorhead | Heather Bellson & Dario Scardapane | 15 de abril de 2025 |

### 2ª Temporada
| N.º | Título | Dirigido por                   | Escrito por | Exibição original |
| --- | ------ | ------------------------------ | ----------- | ----------------- |
| 1   | "TBA"  | Aaron Moorhead & Justin Benson | TBA         | março de 2026     |

## Produção

### Contexto
A série de televisão Daredevil, da Marvel Television e ABC Studios, estreou na Netflix em abril de 2015, e durou três temporadas até seu cancelamento em novembro de 2018. A Netflix disse que as três temporadas permaneceriam no serviço, enquanto o personagem "viveria em projetos futuros para a Marvel". O Deadline Hollywood observou que, ao contrário de algumas das outras séries da Marvel na Netflix que também foram canceladas, "a porta parece estar aberta" para a série continuar em outro lugar, potencialmente no serviço de streaming da Disney, o Disney+. No entanto, o The Hollywood Reporter sentiu que isso era improvável, especialmente porque, conforme relatado pela Variety, o acordo original entre a Marvel e a Netflix estipulava que os personagens não poderiam aparecer em nenhuma série ou filme que não fosse da Netflix por pelo menos dois anos após o cancelamento de Daredevil. Kevin A. Mayer, presidente da Walt Disney Direct-to-Consumer and International, observou que, embora ainda não tenha sido discutido, havia a possibilidade do Disney+ reviver a série. O vice-presidente sênior de originais do Hulu, Craig Erwich, disse que seu serviço de streaming também estava aberto para reviver a série.
Charlie Cox ficou triste com o cancelamento, explicando que estava animado com os planos para uma quarta temporada que ele e o resto do elenco e equipe esperavam que fossem feitos. Ele estava esperançoso de que haveria uma oportunidade de interpretar Matt Murdock / Demolidor novamente de alguma forma. Amy Rutberg, que interpretou Marci Stahl na série, disse que o elenco e a equipe esperavam que durasse cinco temporadas, com um novo antagonista sendo apresentado na quarta antes de um confronto final entre Demolidor e Wilson Fisk / Rei do Crime (Vincent D'Onofrio) na quinta. Quando a Marvel Studios iniciou discussões sobre a continuação da franquia Daredevil dentro de seu universo compartilhado, o Universo Cinematográfico Marvel (MCU), o presidente do estúdio, Kevin Feige, insistiu que eles trouxessem Cox e D'Onofrio de volta, sentindo que a dupla estava tão "inextricavelmente ligada" aos seus personagens quanto os atores do MCU, Robert Downey Jr. e Chris Evans estavams ligados a Tony Stark / Homem de Ferro e Steve Rogers / Capitão América, respectivamente. Em junho de 2020, Cox foi contatado pelo presidente da Marvel Studios, Kevin Feige, sobre reprisar seu papel como Murdock no MCU, e anunciou, em dezembro de 2021, que Cox retornaria para futuros projetos do Marvel Studios. Ele apareceu no filme Spider-Man: No Way Home (2021), enquanto D'Onofrio reprisou seu papel como Fisk na série Hawkeye (2021). Daredevil foi transferida da Netflix para o Disney+ em março de 2022, depois que a licença da série na Netflix terminou e a Disney recuperou os direitos.

### Desenvolvimento

#### Trabalho inicial
A Marvel Studios decidiu fazer uma nova série solo do Demolidor em janeiro de 2022,  após as aparições em No Way Home e Hawkeye. Cox discutiu sobre a série em março, acreditando que ela deveria começar alguns anos após o final da série anterior e ser "reimaginada". Sobre se deveria ser classificada para maiores como a série da Netflix, ele acreditava que a Marvel Studios seria capaz de criar uma versão fiel do personagem sem essa classificação. Embora ele pessoalmente achasse os quadrinhos "mais emocionantes, legível, relacionável quando vive em um espaço mais escuro", como os quadrinhos de Brian Michael Bendis e Alex Maleev, e ele sentiu que atributos do personagem, como idade, culpa cristã e histórico com mulheres, tendiam a cobrir assuntos mais maduros. Cox estava esperançoso de que uma nova série pudesse ter uma adaptação mais fiel do enredo "Born Again", dos quadrinhos de Frank Miller e David Mazzucchelli, do que a série original que se inspirou nesse enredo para sua terceira temporada. Ele descreveu como "uma espécie de história em quadrinhos PG" e um guia de como a série poderia funcionar com essa classificação.
Mais tarde, em março, foi relatado que uma série reboot de Daredevil estava em desenvolvimento, com Feige e Chris Gary como produtores. A série foi confirmada para estar em desenvolvimento para o Disney+ no final de maio, com Matt Corman e Chris Ord contratados como roteiristas principais e produtores executivos. O The Hollywood Reporter e Deadline Hollywood a descreveram como a quarta temporada da série original. Durante a San Diego Comic-Con 2022, a série foi anunciada como Daredevil: Born Again e revelou ter 18 episódios em sua primeira temporada. Cox disse que uma série de 18 episódios foi um “grande empreendimento” e foi escolhida em parte devido às muitas possibilidades de história que surgem com Murdock sendo advogado. Christian Holub, da Entertainment Weekly, acreditava que o título era uma referência ao personagem "literalmente 'nascer de novo' no UCM oficial", em vez da série ser uma adaptação dos quadrinhos "Born Again". Cox descreveu Born Again como uma "coisa totalmente nova" e não uma quarta temporada da série da Netflix, e ele sentiu que era "o caminho a seguir. Se você vai fazer de novo, faça diferente".
Foi revelado que Michael Cuesta dirigiria o primeiro episódio da série em março de 2023. Esperava-se que diretores adicionais dirigissem blocos de episódios. D'Onofrio afirmou na época que estavam trabalhando em duas temporadas da série e disse que haveria "recompensas gigantescas" durante a segunda temporada. Ele reiterou que eles estavam abordando a nova série de forma diferente da série da Netflix, com poucos planos de conexão com a série Netflix. Jeffrey Nachmanoff e Clark Johnson—que anteriormente foi diretor da série Luke Cage (2016–2018)—foram revelados como diretores adicionais em maio, com Johnson contratado para dirigir dois episódios. David Boyd também foi escalado para dirigir.

#### Reformulação criativa
No final de setembro de 2023, enquanto a produção estava suspensa devido às disputas trabalhistas de Hollywood em 2023, a Marvel Studios decidiu reformular a série com uma nova direção criativa. As filmagens de seis episódios já estavam praticamente concluídas até então. A Marvel Studios revisou as filmagens e decidiu que Born Again "não estava funcionando". Corman e Ord foram dispensados como roteiristas principais, assim como os diretores do restante da série, e o estúdio começou a procurar novos roteiristas e diretores. O The Hollywood Reporter relatou que a abordagem episódica de Corman e Ord foi uma grande divergência da série da Netflix, incluindo que Cox não aparecia com o traje de Demolidor até o quarto episódio. A Marvel planejou manter alguns elementos que foram filmados, adicionar novos elementos serializados e se aproximar do tom da série da Netflix. Esperava-se que Corman e Ord ainda fossem creditados como produtores executivos. Cox e D'Onofrio não estavam convencidos de que a abordagem original estava funcionando, com Cox dizendo que era confuso como Born Again não era uma continuação direta da série da Netflix ou um reboot. Brad Winderbaum, chefe de streaming, televisão e animação do Marvel Studios, disse que o estúdio acreditava que poderia "brincar livremente" com a história de Daredevil, mas quando revisaram o que havia sido filmado até agora, perceberam que teriam que abraçar totalmente a série da Netflix ou começar do zero. D'Onofrio disse que foi Feige em particular quem ouviu ele e Cox quando a dupla expressou suas preocupações sobre o projeto.
Dario Scardapane, que trabalhou como roteirista na série spin-off de Daredevil, The Punisher (2017–2019), foi contratado para ser o showrunner de Born Again em outubro de 2023. Isso aconteceu depois que a Marvel mudou sua abordagem de produção televisiva para ter showrunners mais tradicionais em vez de roteiristas principais. A dupla de cineastas Justin Benson e Aaron Moorhead, que já trabalhou no Marvel Studios na série Moon Knight (2022) e na segunda temporada de Loki (2023), foi contratada para dirigir episódios restantes da temporada. Logo após a entrada de Scardapane, a equipe criativa decidiu que Born Again deveria voltar ao tom da série da Netflix e continuar a história dela, em vez de ser um reboot completo. Cox disse que havia um "equilíbrio delicado a ser alcançado" com essa abordagem, mas achou que a nova direção criativa tinha um bom motivo para "refazê-la", embora ainda estivesse familiarizada com o que veio antes. Em novembro, Benson e Moorhead disseram que estavam revisando as filmagens existentes e olhando para o conteúdo anterior do Demolidor, incluindo a série Netflix, para informar a base de sua direção. Eles disseram que eram fãs da run "Born Again" de Miller, e Benson disse que era fã do Demolidor quando criança, apesar de não ser "um grande cara dos quadrinhos". A dupla acreditava que este era seu primeiro projeto do MCU, onde eles foram capazes de se firmar logo após serem “jogados no fundo do poço” com Moon Knight e Loki. Eles também se sentiram mais confortáveis trabalhando com o estilo mais pé no chão de Born Again, que é semelhante aos seus filmes independentes, em comparação com os "casos de ficção científica alucinantes" dos projetos anteriores do MCU. Moorhead descreveu as apostas de Born Again como "primitivas e compreensíveis". D'Onofrio disse que os diretores eram os "maiores talentos" da Marvel, e ele estava confiante de que a série funcionaria depois que eles entrassem. Seu amigo e co-estrela de Moon Knight, Ethan Hawke, contou a D'Onofrio sobre sua experiência positiva de trabalhar com a dupla, e D'Onofrio também era fã do trabalho deles em Loki, especialmente como eles lidaram com a violência.
Três novos episódios foram escritos, incluindo um novo episódio piloto, bem como cenas adicionais para os episódios filmados anteriormente. Cox confirmou em maio de 2024 que nove episódios foram filmados, que Feige disse ser a primeira temporada de Born Again. Cuesta, Nachmanoff e Boyd foram reconfirmados como diretores creditados da série. Cox disse que a nova versão da série estava mais alinhada com a série Netflix, enquanto D'Onofrio disse que ele e outros que trabalharam na versão anterior ficaram satisfeitos com a nova iteração.
Também em agosto de 2024, Feige anunciou que uma segunda temporada estava planejada; com a reformulação criativa, foi decidido que a temporada planejada de 18 episódios seria dividida em duas temporadas de nove episódios. Em fevereiro de 2025, Scardapane Benson e Moorhead foram confirmados para retornar para a segunda temporada, e Scardapane descreveu sua produção como uma "máquina mais bem lubrificada". Ele disse que a segunda temporada teria apenas oito episódios. Os produtores executivos incluem Feige, Louis D'Esposito, Winderbaum e Sana Amanat, ao lado de Scardapane, Benson e Moorhead. Os produtores executivos adicionais da primeira temporada incluem Gary, Corman e Ord, da Marvel Studios. Scardapane, Corman e Ord são creditados como os criadores da série. A série é lançada pelo selo "Marvel Television" da Marvel Studios.
Winderbaum disse que a série poderia continuar além da segunda temporada, e a Marvel Studios estava aberta para trazer de volta mais elementos de Daredevil, como Elektra Natchios, o Tentáculo e os outros membros da equipe dos Defensores.

### Roteiro
A abordagem inicial da série foi descrita como um procedimento legal. Cox disse que era sombria, mas não tão sangrenta quanto a série da Netflix. Ele queria pegar o que funcionou de Daredevil e ampliá-la em Born Again, ao mesmo tempo em que atraía um público mais jovem. Feige disse que o estúdio esperava experimentar episódios mais episódicos e "independentes" com a série, ao contrário de algumas de suas séries da Fase Quatro que tinham uma história maior dividida em vários episódios. De acordo com Cox, as primeiras discussões para a série eram "reinventar tudo" e retratar Murdock como uma pessoa diferente do que era na série Netflix. Os amigos de Murdock, Foggy Nelson e Karen Page, não foram usados nesta versão da série. Amanat disse que a equipe criativa estava lutando para incorporá-los à história, mas Cox disse que houve discussões para fazer algumas “coisas legais” com eles no futuro.
Após a revisão criativa da série, elementos serializados foram adicionados aos episódios. Scardapane disse que vários elementos da versão original funcionaram bem, mas ele sentiu que havia histórias que precisavam ser adicionadas junto com o contexto da série da Netflix. Seu episódio piloto serve de ponte entre a série da Netflix e Born Again, começando alguns anos após o fim de Daredevil, com Murdock, Nelson e Page administrando seu escritório de advocacia e tendo um "ritmo muito bom" juntos. Winderbaum disse que a abordagem da Marvel Studios para conectar Born Again com a série da Netflix após a revisão criativa foi influenciada pela forma como Loki e a série animada X-Men '97 (2024–presente) honraram as iterações anteriores de seus personagens para estabelecer novas histórias. O elenco disse que os eventos da série da Netflix faziam parte da história de seus personagens, e há algumas novas histórias que se baseiam nos eventos do original, mas eles não queriam se debruçar muito sobre eventos passados ou alienar novos espectadores que não assistiram a série da Netflix. Cox elogiou o equilíbrio de Scardapane entre respeitar a série da Netflix e não se apoiar muito nessa história. Jon Bernthal acrescentou que quaisquer grandes desvios para os personagens do passado foram feitos intencionalmente e por uma razão, não simplesmente para tentar uma ideia diferente. Algumas das primeiras ideias de Scardapane para a série foram rejeitadas devido aos planos maiores da Marvel Studios para o MCU, mas por outro lado ele tinha “margem de manobra” para contar uma história específica do Demolidor. As aparições do personagem em Daredevil, No Way Home, e na série She-Hulk: Attorney at Law (2022), do Disney+, fazem parte de sua história, mas a série não se apoia em todos esses acontecimentos. Scardapane disse que a Marvel “moveu Matt por outros cantos do MCU, e agora ele está de volta à sua própria história”, que tem um tom mais sério.
Descrevendo algumas das diferenças de Born Again em relação à série Netflix, Scardapane disse que a nova série teria mais momentos divertidos dos personagens e "muito menos egoísta" do que a série original. Ele sentiu que a série estava pior quando apresentava "dois personagens em uma sala conversando sobre o que é um herói" e estava mais interessado em mostrar os personagens fazendo coisas. Scardapane descreveu Born Again como uma "história de crime de Nova York", em comparação com o tom noir da série original, inspirando-se na série The Sopranos (1999–2007), no filme King of New York (1990) e em outras mídias criminais da década de 1990. Winderbaum comparou Born Again a Game of Thrones (2011–2019) porque apresenta "múltiplas facções [na cidade de Nova York] competindo pelo poder de maneiras realmente complexas". Outra diferença de Daredevil é o ritmo dos episódios, com Scardapane explicando que houve um edital para que a série da Netflix apresentasse cenas mais longas dos personagens entre suas sequências de ação. Este não era um requisito para Born Again, o que permitiu à equipe criativa dar-lhe um ritmo e escopo que a série da Netflix não conseguiu. D'Onofrio afirmou que Born Again teria um tom e sentimento semelhantes aos de Echo, e Scardapane disse que seria mais sombria do que Daredevil, que ele sentiu que tinha apenas alguns elementos sombrios. No MCU, a primeira temporada se passa depois de Echo. O primeiro episódio começa no final de 2025, antes de avançar um ano para o final de 2026. A temporada continua até o início de 2027, e mostra as celebrações da véspera de Ano Novo e do Dia de São Patrício.
Apesar de usar o subtítulo Born Again, a série não adapta diretamente esse enredo ou outros dos quadrinhos. Também não incorpora nenhum material planejado para a quarta temporada de Daredevil. No início de Born Again, Murdock não é o Demolidor há um ano depois que uma "linha foi cruzada", quando Benjamin "Dex" Poindexter / Mercenário mata Foggy e Murdock tenta matar Dex como resposta. Amanat acreditava que matar Foggy, que é a bússola moral de Murdock, era "a única coisa que fazia sentido" ao contar uma história sobre Murdock começando uma nova vida sem ser o Demolidor. Cox sentiu que a morte de Foggy era uma maneira apropriada de começar a série, acreditando que a nova história precisava ser "grande, corajosa e ousada" e "agitar as coisas" em relação à original. A série mostra Fisk concorrendo à prefeitura de Nova York, após saber da necessidade de um candidato forte na cena pós-créditos de Echo. Scardapane disse que a série era de "mão dupla", explorando Murdock e Fisk. Embora Fisk seja o "principal vilão", a série apresenta outros antagonistas que Scardapane disse que estariam "acumulando-se" à medida que a história continua. Isso inclui o serial killer Muso, cujo enredo continua na segunda temporada.

### Elenco
Estrelando a primeira temporada estão Charlie Cox como Matt Murdock / Demolidor, Vincent D'Onofrio como Wilson Fisk / Rei do Crime, Margarita Levieva como Heather Glenn, Deborah Ann Woll como Karen Page, Elden Henson como Foggy Nelson, Wilson Bethel como Benjamin "Dex" Poindexter, Zabryna Guevara como Sheila Rivera, Nikki M. James como Kirsten McDuffie, Genneya Walton como BB Urich, Arty Froushan como Buck Cashman, Clark Johnson como Cherry, Michael Gandolfini como Daniel Blake, Ayelet Zurer como Vanessa Marianna-Fisk, e Jon Bernthal como Frank Castle / Justiceiro. Antes da reformulação criativa, não se esperava que os membros do elenco da série da Netflix além de Cox, D'Onofrio e Bernthal reprisassem seus papéis, e Sandrine Holt foi escalada para substituir Zurer como Vanessa. Zurer foi trazida de volta após a reformulação, junto com Woll, Henson e Bethel.
Retornando para a segunda temporada estão Cox, D'Onofrio, Levieva, Woll, Henson, Bethel, James, Walton, Johnson, Gandolfini, e Zurer.

### Design
Emily Gunshor é a figurinista da série, enquanto Michael Shaw é o designer de produção. O chefe de desenvolvimento visual da Marvel Studios, Ryan Meinerding, mais uma vez projetou o traje do Demolidor para Born Again, depois de fazer também para a série da Netflix. O traje de Born Again tem um tom mais escuro de vermelho para refletir a evolução de Murdock, junto com detalhes em preto e textura adicionada, que foi descrito como menos "brilhante" do que o traje da série da Netflix.

### Filmagens
As filmagens da primeira temporada ocorreram no Silvercup Studios East no Queens, com trabalho em locações por toda Nova York. Pedro Gómez Millán e Hillary Fyfe Spera são os diretores de fotografia. A produção da primeira temporada foi interrompida pela greve dos roteiristas dos Estados Unidos de 2023.

### Efeitos visuais
Gong Myung Lee é o supervisor de efeitos visuais da série, com efeitos visuais para a primeira temporada fornecidos pela Rise FX, FOLKS, Phosphene, Powerhouse VFX, Ghost VFX, Soho VFX, Cantina Creative, Anibrain, Base FX, SDFX e The Third Floor, Inc.

## Trilha sonora
Em julho de 2024, foi revelado que os Newton Brothers estavam compondo músicas para a série. Eles já compuseram a trilha sonora de X-Men '97. A dupla expressou seu amor pelos quadrinhos do Demolidor e pelo tema principal de John Paesano da série original da Netflix; o tema de Paesano foi brevemente usado na aparição do Demolidor em She-Hulk e na animação Your Friendly Neighborhood Spider-Man (2025–presente). O tema principal dos Newton Brothers para Born Again incorpora o tema do Demolidor, originalmente composto por John Paesano e Braden Kimball. Foi lançado como single digital pela Hollywood Records e Marvel Music em 4 de março de 2025. A trilha sonora da primeira temporada foi lançada digitalmente pela Hollywood Records e Marvel Music em dois volumes: a música dos quatro primeiros episódios foi lançada em 28 de março de 2025, com um segundo volume para os cinco episódios finais lançado em 18 de abril.

## Lançamento
Daredevil: Born Again estreou no Disney+ em 4 de março de 2025, com seus dois primeiros episódios. A primeira temporada será composta por nove episódios. A temporada está definida para fazer parte da Fase Cinco do MCU, e está sendo lançada pelo selo "Marvel Television", da Marvel Studios.
A segunda temporada está programada para estrear em março de 2026, e consistirá em oito episódios. Fará parte da Fase Seis do MCU. Winderbaum esperava que as temporadas futuras pudessem ser lançadas anualmente.

## Spin-off
Em fevereiro de 2025, foi revelado que Bernthal estava reprisando seu papel como Frank Castle / Justiceiro em um especial de televisão sem título, como parte do selo do Marvel Studios Special Presentations. Reinaldo Marcus Green foi escalado para dirigir o especial e co-escrevê-lo com Bernthal. O especial foi concebido durante as filmagens da primeira temporada de Born Again, e será lançado na Disney+ em 2026 junto com a segunda temporada da série.